# Johann Zacharias Hilliger
Johann Zacharias Hilliger (* 7. Januar 1693 in Chemnitz; † 16. Januar 1770 in Seyda) war ein deutscher lutherischer Theologe.

## Leben
Hilligiger stammte aus einer einflussreichen sächsischen Familie. Er wurde als erster Sohn nach fünf Töchtern des Superintendenten Johann Wilhelm Hilliger (1643–1705) und seiner Frau Anna Elisabeth (* 31. Januar 1658 in Wittenberg; † 1. Februar 1725 in Chemnitz) geboren. Anna Elisabeth war die älteste Tochter des Wittenberger Festungskommandanten Erasmus von Engerland.
Sein Vater achtete besonders sorgfältig auf seine Erziehung. So wurde er bereits früh durch Privatlehrer unterrichtet und konnte schon im Alter von acht Jahren die griechische sowie die chaldäische Sprache anwenden. Nach dem frühen Tod seines Vaters besuchte er mit elf Jahren die Stadtschule von Chemnitz, wo er das Rüstzeug erwarb, eine Universität besuchen zu können.
1710 zog er an die Universität Leipzig, wo er zunächst ein Studium der Philosophie absolvierte. Durch Johann Georg Abicht gefordert, eignete er sich disputierend Kenntnisse des Alten Testaments an, prägte seine griechischen Sprachkenntnisse aus und machte sich mit in der französischen, sowie der englischen Sprache vertraut. Von Gottfried Olearius für die Theologie begeistert, lernte er kurze vierzehn Tage die Universität Jena und die Universität Halle kennen. Am 17. Oktober 1713 bezog er die Universität Wittenberg, wo er Aufnahme in das Haus seines Vetters Georg Wilhelm Kirchmaier fand und am 30. April 1714 den akademischen Grad eines Magisters der sieben freien Künste erwarb.
In Wittenberg erlangte er im Wintersemester 1715 die Vorleseerlaubnis für Universitäten als Magister legens, wurde am 29. Mai 1718 als Adjunkt in Philosophische Fakultät aufgenommen, 1724 trat er eine außerordentliche Professur der Philosophie an und war im Sommersemester desselben Jahres Dekan der philosophischen Fakultät. Er gelangte am 25. Mai 1725 an eine ordentliche Professur der Poetik, jedoch trat er diese nicht an. Man hatte ihn für ein theologisches Amt im Auge. Am 20. Juli 1725 wurde er als Superintendent in Seyda vorgeschlagen, am 25. desselben Monats legte er dazu die Probepredigt in Dresden ab, war am 12. nach Trinitatis zur Probepredigt in Seyda und erhielt dabei in Gegenwart von Gottlieb Wernsdorf von Amtmann Packenbusch die Bestätigung für das Amt.
Am folgenden Sonntag wurde er in Wittenberg ordiniert und am 29. August in Dresden konfirmiert. Um dieses Amt entsprechend der Kirchordnung ausfüllen zu können, erwarb er am 9. November 1725 das Lizenziat der Theologie, trat am 20. nach Trinitatis sein Amt an und promovierte 17. April 1727 zum Doktor der Theologie. Obwohl man ihm 1728 eine theologische Professur in Gießen, 1734 ihm die Superintendentur seiner Heimatstadt und 1740 eine theologische Professur an der Wittenberger Akademie angeboten hatte, blieb er bis zu seinem Lebensende in Seyda.

## Familie
Hilliger ging am 29. Oktober 1725 die Ehe ein mit Johanna Christiana Juliane, der Tochter des Georg Wilhelm Kirchmaier. Aus dieser Ehe gingen 9 Kinder, 3 Söhne und 6 Töchter, hervor. Von diesen Kindern ist bekannt:
Johanna Juliane Hilliger (* 15. Juli 1726 in Seyda; † 31. Mai 1728 ebenda)
Dorothea Christine Hilliger (* 30. April 1728 in Seyda) verh. 3. November 1745 mit Gottlieb Hermann Hahn (Diakon in Mühlberg/Elbe), später Oberpfarrer in Schneeberg
Johanna Elisabeth Hilliger (* 6. März 1730 in Seyda; † 30. April 1751 ebenda als Braut)
Juliana Katharina Hilliger (* 4. Mai 1733 in Seyda; † 11. Januar 1734 ebenda)
Johanna Sophie Hilliger (* 10. Juni 1734; † 1. Oktober 1755) verh. 17. November 1751 mit Otto Andreas Woldeshausen (Pfarrer Gadegast) 2. Kinder
Johann Wilhelm Hilliger (* 15. Juli 1735 in Seyda; † 27. August 1807 ebenda) Oberpfarrer und Superintendent ebenda
Johanna Erdmuthe Hilliger (* 16. Mai 1737) verh. am 7. Juni 1766 mit Johann Ernst Hoppe (Pfarrer Leetza und Zalmsdorf)
Johann Zacharias Hilliger (* 25. Juli 1738 in Seyda; † 30. September 1738 ebenda)
Johann Friedrich Hilliger (* 30. März 1744 in Seyda; † 6. Februar 1792 in Schneeberg)

## Werkauswahl
1. Diss. (Praes. C. O. Rechenberg) de statu, coniugali et servili. Leipzig 1713 wahrscheinlich vom Präses
2. Diss. (Praes. Abícht) de libro rectí (vom Buch dtr Redlichen) ad Jos. X, 15. Leipzig 1714
3. Diss. I–III de laceratione vestium apud Ebraeos usitata. Wittenberg 1716
4. Dissertatio philologica de psalmorum, hymnorum atque odarum sacralium discrimine, ad Ephes. V, 19. Gerdes, Wittenberg 1720. (Digitalisat)
5. Diss. de vita, fama et scriptis Valent. Weigelii. Wittenberg 1721
6. Diss. de subsidiis attentiouis merito et falso suspecta. Wittenberg 1723
7. Diss. (Praes. Schroeero) de illuminationia gratiosae subiecto, secundum Scripturae S. stilura. Wittenberg 1723
8. Diss. de plagia magnis Pharaonis, ad Genes. XII, 17. Wittenberg 1724
9. Diss. de philosophia in genere. Wittenberg 1724
10. Diss. (Praef. Schroeero) de Papae verbo divino non divino. Wittenberg 1724
11. Progr. de studiorum barbarie non facile metuenda. Wittenberg 1724
12. Institutiones logicae eclecticae, ex veterum et recentiorum scriptorum Log. monumentis studíose collectae, et brevíbus thesibus ac perspicus ectbesibus initructae, in usum lecrionum acadeniicarum. Wittenberg 1725
13. Tentamina poëtica, Wittenberg 1725
14. Progr. de nexu Philologiae cum Philosophia necessario. Wittenberg 1725
15. Die wahre Sehnsucht eines Priesters nach den Kleidern des Heils, zu 2. Cor. V, i. (eine Leichenpredigt), Leipzig 1726
16. Institutiones pneumaticae eclecticae, ex veterum et recentiorum scriptorum monumentis studiose conquisitae, et brevibus thesibus ac perspicuis ecthesibus instructae, in usum lectionum academicarum. Wittenberg 1726
17. Rhetorica ecclesiastica, ex veterum et recentiorum Homiletarum monumentis studiose conquisita, brev. thes. persp. ecth. exemplis largissimis et tota elaborata concione instructa; olim in usum Auditorum conscripta, nunc bono S. Ministerii Candidatorum publici iuris Sacta, cum gemino indice. Wittenberg 1728
18. Schediasma de iusto dimensoque concíonum pro suggestu habendarum temporis spatio. Wittenberg 1728
19. Progr. de canonica libri Esther auctoritate. Wittenberg 1729
20. Eines Evangel. Lehrers hinlängliche Belohnung, über Matth. 25, 1. eine Leichenpredigt, Wittenberg 1731
21. Progr. de Augustana Confessione, norma conciouum facraruin secundaria. Wittenberg 1733
22. Institutiones isagogicae in universam theologiam. Wittenberg 1734
23. Progr. de Synodorum origine, progressu et fine. Wittenberg 1742
24. Progr. de Synodorum praeside, adsessoribus, norma et disciplina in illis. observanda. Wittenberg 1746
25. Progr. de Herrnhuthianorum secta speciosa, sed revera perniciosa. Wittenberg 1749
26. Progr. de vitiis vocantis et vocati, vere et apparente talibus. Wittenberg 1753
27. Oratio de meritis Germanorum in philosophiam, vindicatis contra Gallos. In: Actis Academiae Wittebergensis …